# Landkreis Alsfeld
Landkreis Alsfeld is een voormalig Landkreis in Hessen. Het heeft bestaan van 1832 tot en met 1972.
Alsfeld behoorde tot de provincie Opper-Hessen in het Groothertogdom Hessen, vanaf 1919 de Volksstaat Hessen. Na de oprichting van Groot-Hessen in 1945 behoorde het Landkreis tot het Regierungsbezirk Darmstadt. Vanaf 1 augustus 1972 is het samen met het naburige Landkreis Lauterbach in het Vogelsbergkreis verenigd.